# Françoise Dolto
Pour les autres membres de la famille, voir Famille Dolto.
Françoise Dolto, née le 6 novembre 1908 à Paris dans le 16e arrondissement et morte le 25 août 1988 dans la même ville dans le 5e arrondissement, est une pédiatre et psychanalyste française.
Elle s'intéresse particulièrement à la psychanalyse des enfants, à la diffusion des connaissances dans le domaine de l'éducation des enfants par de nombreux écrits et des émissions radiodiffusées qui ont contribué à la faire connaître du grand public.

## Biographie

### Famille
Françoise Marguerite Marette est issue d'une famille d'ingénieurs aux convictions catholiques, maurassiennes et monarchistes.
Son père, Henri Marette, né en 1874 à Asnières-sur-Seine, mort en 1947 à Paris, est fils d'architecte. Il intègre l’École polytechnique en 1895 puis entame une carrière d'industriel à la société métallurgique de Montbard. Il épouse en 1901 Suzanne Demmler, fille du directeur de la société métallurgique de Dives (et lui aussi ingénieur), née en 1879 à Vincennes et morte en 1962 à Paris. Suzanne est la sœur aînée de Pierre Demmler, qui tiendra une place importante dans la vie de sa nièce. Né en 1886, mobilisé durant la Grande Guerre dans le 62e bataillon de chasseurs alpins, il meurt de ses blessures  à Fraize (Vosges) en 1916 alors que Françoise a 8 ans.
Françoise Marette est la quatrième enfant d'une fratrie de sept et la sœur de Jacqueline (1902-1920), Philippe (1913-1993), psychanalyste  et Jacques Marette (1922-1984), homme politique de la Cinquième République, ministre français des Postes et télécommunications de 1962 à 1967,.
Après sa naissance, elle est confiée à une nourrice irlandaise qui se lia beaucoup avec elle, au point que ses parents devaient lui parler anglais pour obtenir un sourire. Les parents renvoient brutalement la nourrice pour faute professionnelle — toxicomane, car l'opium était en vogue dans le Paris de cette époque, elle finançait son addiction en faisant des passes dans un établissement à la porte duquel elle aurait laissé l'enfant dans son landau —, et Françoise, alors âgée de huit mois, attrape une double bronchopneumonie, dont elle guérit après que sa mère l'a tenue contre elle toute une nuit au plus fort de la maladie.

### Enfance
Françoise est élevée de manière très traditionnelle. Selon Élisabeth Roudinesco, « elle a eu une enfance catholique, d'extrême droite », étant élevée selon les valeurs en cours dans une famille maurrassienne. Elle a une institutrice personnelle formée à la méthode Fröbel.
À l'âge de huit ans, elle perd son oncle et parrain (Pierre Demmler), qui meurt à la guerre. Lui ayant assigné une place d'époux symbolique, comme peuvent le faire les enfants de cet âge, elle l'appelle « son fiancé » et en porte le deuil comme une veuve de guerre,.
À douze ans, elle est profondément marquée par la mort de sa sœur aînée, Jacqueline, âgée de dix-huit ans, enfant préférée de sa mère. Celle-ci fait une dépression et accuse Françoise de ne pas avoir prié assez fort pour la guérison de sa sœur. Elle lui avait dit, la veille de sa première communion, que les prières d'un enfant très pur pourraient la sauver. Françoise Dolto rapportera plus tard :
« J'ai vu ma mère souffrir au point qu'elle ne pouvait pas tolérer de voir un enfant handicapé dans la rue, j'étais à côté d'elle, comme ça, rétrécie de souffrance pour elle et pour l'enfant qu'elle injuriait (avec la mère de cet enfant qui poussait la voiture) “si c'est pas malheureux de voir ça vivre et des beaux enfants qui meurent, quelle honte !” […] J'ai éprouvé comme ça des choses tellement douloureuses, avec une telle compassion pour les gens qui souffraient parce que je ne pouvais pas faire autrement. »

### Jeunesse et formation
Pour sa mère, une fille n'a d'autre horizon que le mariage et, forte de ce principe, elle lui interdit de poursuivre des études. À seize ans, elle doit affronter la volonté de sa mère qui ne veut pas la laisser passer son baccalauréat, car elle ne serait plus mariable. Néanmoins, elle va au lycée en classe terminale, en section « philosophie », de 1924 à 1925, au lycée Molière, à Paris, et passe le baccalauréat. En 1930, elle passe son diplôme d'infirmière. Un an après, elle commence ses études de médecine avec son frère Philippe (« en payant ses études avec l'argent qu'elle gagne »).
En 1932, sur la recommandation de Marc Schlumberger, elle rencontre le psychanalyste René Laforgue (qui a déjà accueilli en cure son frère Philippe un an auparavant) et participe aux débuts du freudisme français en effectuant une psychanalyse avec lui, du 17 février 1934 au 12 mars 1937. Cette cure dure trois ans. Laforgue, trouvant à Françoise Dolto des aptitudes, lui conseille de devenir elle-même psychanalyste, ce qu'elle refuse d'abord, voulant se consacrer à la médecine. Cette cure la libère de sa névrose, du poids de son éducation, de son milieu d’origine et de sa mère dépressive, en faisant d’elle une autre femme.
Au cours de sa formation médicale, en stage dans le service du Docteur Georges Heuyer, elle rencontre Sophie Morgenstern, qu'elle assistera plus tard. Celle-ci a été l'une des premières à pratiquer la psychanalyse des jeunes enfants en France : elle lui confie la tâche d'écouter, et seulement écouter, les enfants qu'elle devait soigner. Ses patients seront surtout des enfants et des psychotiques. « À la veille de la guerre, elle jette les bases d'une méthode psychanalytique de thérapie d'enfants centrée sur l'écoute de l'inconscient, et débarrassée du regard psychiatrique. »
En 1938, Françoise rencontre le docteur Édouard Pichon à l’hôpital Bretonneau. En 1939, elle soutient sa thèse intitulée Psychanalyse et pédiatrie, dans laquelle elle expose certaines bases de sa méthode de psychanalyse des enfants qu'elle développera au long de sa vie, notamment le fait de parler directement aux enfants de la réalité de leur vécu à l'aide d'un langage qui leur est accessible.
L'année 1938, est également celle où elle rencontre Jacques Lacan, suit son enseignement à Sainte-Anne, et resta en lien étroit tout au long de son activité de psychanalyste, lui reprenant, parfois à sa manière, de nombreux concepts. Lacan et Dolto firent, selon Roudinesco, « figure de couple parental pour des générations de psychanalystes français ». Astrid Quemener rapporte que « les deux psychanalystes étaient amis et se vouaient une grande estime réciproque. Si Dolto disait parfois « ne pas comprendre ce qu'il écrivait », il lui rétorquait « qu'elle n'avait pas besoin de le comprendre puisqu'elle l'appliquait dans sa pratique », ce qui était plus qu'une politesse, puisque Lacan lui adressait ses cas les plus difficiles ».
En 1939, sur les conseils de Laforgue et après avoir été en contrôle avec Nacht et Lagache, elle devient membre adhérente de la Société psychanalytique de Paris. En 1942, pendant l'Occupation, elle travaille quelque temps au Centre de la mère et l'enfant, centre fondé par Alexis Carrel et financé par le régime de Vichy.

### Vie privée et professionnelle
Françoise Dolto travaille en cabinet avec des adultes et en institution avec les enfants : à la polyclinique Ney à la demande de Jenny Aubry, à l'hôpital Trousseau (où elle assure des consultations gratuites de 1940 à 1978), au Centre médico-psycho-pédagogique Claude-Bernard à partir de 1947, et enfin au centre médico-psycho-pédagogique (CMPP) Étienne-Marcel de 1964 à 1981.
En décembre 1942, elle travaille dans l'équipe de psycho-biologie et hygiène mentale du Centre de la mère et de l'enfant, une institution dépendant de la Fondation française pour l'étude des problèmes humains fondée par Alexis Carrel et financée par le gouvernement de Vichy. On ne sait pas exactement combien de temps elle y a travaillé ni si elle a continué d'y travailler lors de la démission de plusieurs chercheurs en novembre 1943, comme François Perroux, opposés à la dérive idéologique et scientifique de l'institution ; aucun des textes autobiographiques de Françoise Dolto n'évoque cette époque de sa carrière sur laquelle elle a préféré garder le silence ; il y avait dans cette institution aussi bien des pétainistes convaincus que des trotskystes et des résistants.
En février 1942, elle épouse Boris Dolto, fondateur d'une nouvelle méthode de kinésithérapie en France, ainsi que d'une école de podologie : l'École française d'orthopédie et de massage. Ils s'intéressent tous deux aux rapports entre corps et psychisme, et leurs échanges sur ce thème seront très enrichissants. Ils ont trois enfants : Jean-Chrysostome Dolto « Carlos » (1943-2008), chanteur populaire, Grégoire Dolto en 1944, ingénieur, et Catherine Dolto en 1946, pédiatre et haptonomiste.

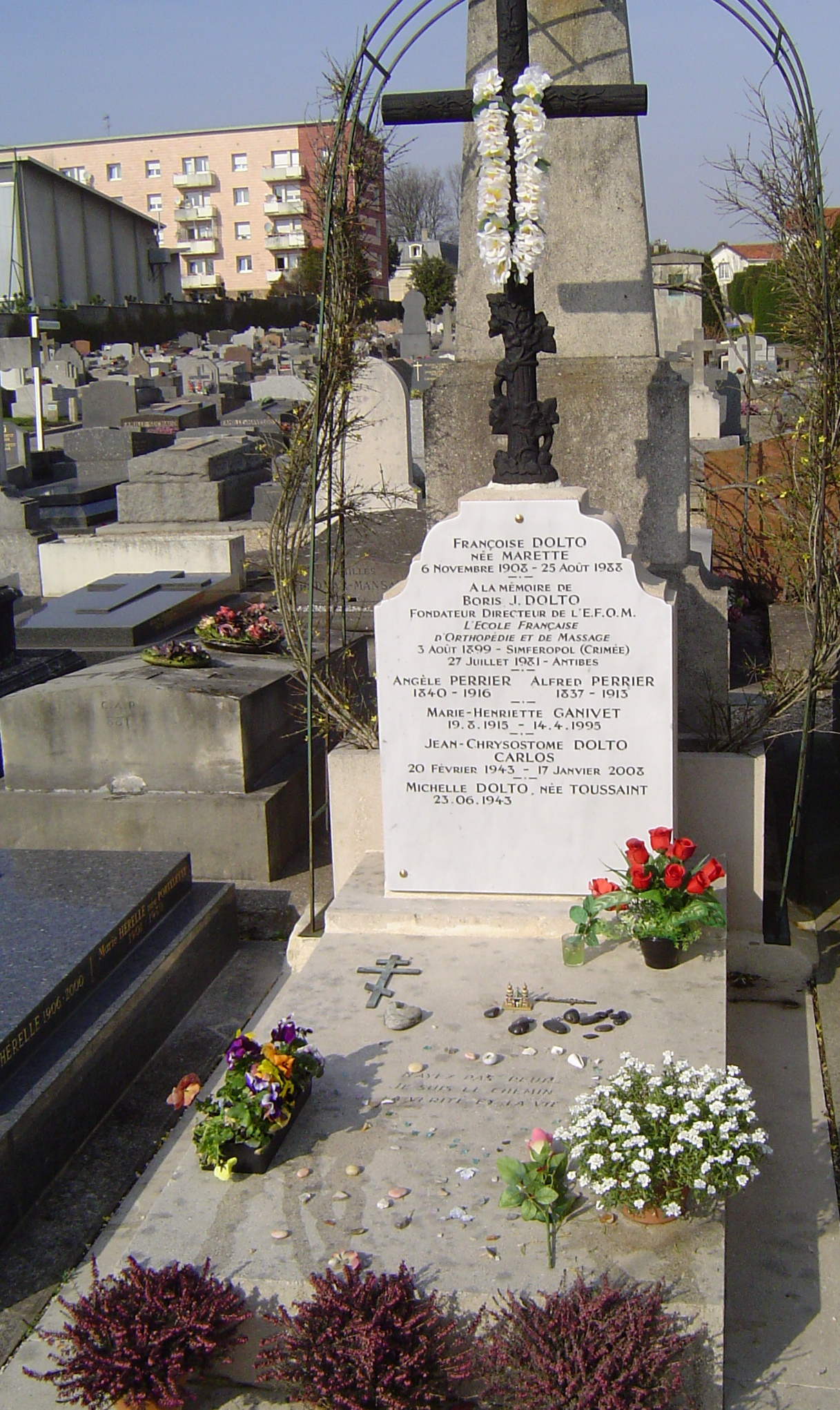
Sépulture des Dolto à Bourg-la-Reine.

Elle commence à publier des textes importants dans les années 1956-1957, expose en 1960, au colloque international d'Amsterdam, le rapport commandé par Lacan sur la sexualité féminine, et devient au cours de cette période une « figure majeure du mouvement psychanalytique ».
En décembre 1962, Françoise Dolto participe activement à la création du Secrétariat du Père Noël de la Poste aux côtés de son frère Jacques Marette, alors ministre des Postes et télécommunications.
En 1964, à la suite de la deuxième scission du mouvement psychanalytique français, elle participe, avec Jacques Lacan, à la création de l'École freudienne de Paris et développera au cours des années suivantes son enseignement dans ce cadre, notamment son séminaire sur la psychanalyse des enfants.
En 1971 paraît Le Cas Dominique et une édition de sa thèse Psychanalyse et pédiatrie qui seront des succès en libraire et sont réédités jusqu'à aujourd'hui.
Les émissions de radio qui donnent du retentissement à ses idées ont lieu, de 1976 à 1978, année où elle arrête ses consultations à l'hôpital Trousseau qu'elle tient depuis 1940, et arrête ses consultations privées l'année d'après, mais en continuant d'assurer l'Aide sociale à l'enfance à la pouponnière d'Antony. En 1979, elle lance la première « Maison verte ».
En 1980, l'École freudienne est dissoute par Lacan, qui meurt en 1981, tout comme le mari de Françoise 
Dolto, Boris. Elle fait ensuite encore paraître quelques ouvrages majeurs tels Au jeu du désir, L'Image inconsciente du corps, La Cause des enfants mais, atteinte de fibrose pulmonaire depuis 1984, elle meurt le 25 août 1988.
Françoise Dolto est inhumée dans un caveau familial, au cimetière de Bourg-la-Reine (dans la division 6) ; cette sépulture est aussi celle de son mari Boris et de leur fils, le chanteur Carlos, décédé en 2008. Elle a demandé que soit inscrit sur sa pierre tombale : « N'ayez pas peur ! », l'injonction de Jean-Paul II, suivie de « Je suis le chemin, la vérité et la vie». (Jean 14,6)

## Travaux et apports

### Idées majeures
Françoise Dolto fut une fervente militante de la « cause des enfants », faisant de l'enfant en souffrance et de ses rapports avec la mère son domaine de prédilection.
Plusieurs idées majeures ressortent de ses œuvres :
- l'enfant est une personne ;
- tout est langage (gestes, regards…) ;
- le « parler vrai » : ne pas mentir à un enfant car « on ne peut mentir à l'inconscient, il connaît toujours la vérité ». « L'enfant a toujours l'intuition de son histoire ; si la vérité lui est dite, cette vérité le construit »[37][source insuffisante] ;
- l'image inconsciente du corps[38] : pour elle, les dessins des enfants représenteraient leur propre corps ; la prise de conscience de son propre corps est une étape de la structuration du sujet et de l'individuation ;
- le « complexe du homard » : métaphore employée par Dolto pour représenter la crise d'adolescence ; l'adolescence n'est pas simplement le travail de l’adolescent, et les crises d'adolescence sont une étape nécessaire ; l’enfant se défait de sa carapace, soudain étroite, pour en acquérir une autre ; entre les deux, il est vulnérable, agressif ou replié sur lui-même ; mais « ce qui va apparaître est le produit de ce qui a été semé chez l’enfant »[39].

### L'enfant comme sujet à part entière
La phrase « le bébé est une personne », qu'on lui attribue et qu'en fait elle n'a pas prononcée, est en réalité le titre d'une série d'émissions consacrées aux bébés réalisées par un psychiatre, Tony Lainé, et un journaliste, Daniel Karlin, diffusées en 1984. Si elle ne prête pas la conscience inhérente au principe de personne au bébé, elle n'en défend pas moins, tout au long de sa carrière, l'idée que l'individu est un sujet à part entière dès son plus jeune âge[source insuffisante].
De ce fait, elle souligne l'importance de la parole que l'adulte peut adresser à l'enfant sur ce qui le concerne, parole qui peut l'aider à construire sa pensée.
Ainsi, pour Dolto, l'enfant peut être psychanalysé très tôt en tant qu'individu. L'enfance a ainsi un rôle capital dans le développement de l'individu.
Claude Halmos dans le documentaire Françoise Dolto dit : « L'apport essentiel de Françoise Dolto est de dire que l'enfant est à égalité d'être avec un adulte et que ce faisant il est un analysant à part entière. »
Elle considère qu'avant même que l'enfant possède un véritable langage, l'être humain étant par essence communicant, il communique déjà, à sa façon, par le corps. Par exemple : apprendre à marcher, ou même à se déplacer à quatre pattes, c'est commencer à vouloir s'affranchir des parents et exprimer un début de désir d'indépendance.
Elle analyse les rapports enfants-parents, et notamment l'origine du complexe d'Œdipe et l'importance du rôle du père dès les premiers jours. À travers le père, l'enfant comprend qu'il n'est pas tout pour sa mère, ce qui entraîne un rapport de frustration et permet l'individuation.
Dans La Difficulté de vivre, elle explique comment répondre à un enfant qui pose des questions autour de sa naissance. Elle accorde une grande importance à la parole dans la construction des individus.
Selon Gérard Guilleraut, Françoise Dolto a permis aux psychothérapeutes d’aujourd’hui — qu'ils le reconnaissent ou non — de s'occuper d'enfants.

### Sa thèse
Elle s'intéresse essentiellement à la psychanalyse de l'enfance et soutient sa thèse Psychanalyse et pédiatrie en 1939[source insuffisante],. Elle y explique le rôle de l'affect comme support de l'intelligence et porteur de l'expression des troubles. Elle détaille son développement en fonction des castrations « symboligènes » successives (castration des symboles d'états infantiles compensée par la maturation, par exemple l'échange verbal ou pré-verbal qui compense la tétée). Les séparations ont un effet symboligène : elles permettront aux zones érogènes de devenir des lieux de désir et de plaisir. Par exemple, le sevrage est la première castration orale ; celle-ci modifie la valeur symbolique de l'objet-mère, sans le faire disparaître, à condition que la mère introduise aussi, par le langage, le bébé dans le monde social et qu'elle puisse devenir la mère que le bébé retrouve.
Elle y explique que la connaissance de cette maturation psychique est indispensable à la pédiatrie. Cette thèse soulève de vives réactions : elle est soit dénigrée avec force, soit profondément respectée, comme par Jean Rostand qui, après l'avoir lue, veut la rencontrer et lui déclare qu'il n'a jamais rien lu d'aussi intéressant depuis Freud. C'est chez lui qu'elle fera connaissance de son futur mari.

### Le «complexe du homard»
« Complexe du homard » est une formule inventée par Françoise Dolto pour représenter la crise d’adolescence. « L’enfant se défait de sa carapace, soudain étroite, pour en acquérir une autre. Entre les deux, il est vulnérable, agressif ou replié sur lui-même. » Mais « ce qui va apparaître est le produit de ce qui a été semé chez l’enfant », avertit Dolto. Il s'agit donc de l’évolution qui va se faire de l’adolescent vers l’adulte[source insuffisante].
Les parents devraient donc voir les crises explosives comme une preuve qu’ils ont rempli leur contrat, les repères éducatifs s’avérant suffisamment souples pour « sauter » au bon moment. À l’inverse, si les parents sont trop rigides, l’adolescent restera prisonnier de sa carapace et désarmé face à la dépression.

## Prises de position et engagements
Françoise Dolto était opposée à la pénalisation de l'avortement mais souligne le sentiment de culpabilité et les effets psychiques d'un tel acte,.
Convaincue que psychanalyse et foi pouvaient faire bon ménage (voir son ouvrage La Foi au risque de la psychanalyse), elle a été la première psychanalyste à faire une conférence à Rome, à l'Église Saint-Louis-des-Français de Rome, sur le thème : « Vie spirituelle et psychanalyse ». En 1979, elle participe à l'ouvrage Dieu existe ? Oui avec Christian Chabanis.

## Les sociétés de psychanalyse
Membre adhérente de la Société psychanalytique de Paris à partir de 1939, elle participe à la première scission en 1953 qui donne naissance à la Société française de psychanalyse (SFP). Daniel Lagache et Juliette Favez-Boutonier quittent en même temps qu'elle la Société psychanalytique de Paris, mais pour des raisons différentes : alors qu'eux-mêmes s'opposent à la vision médicale de Sacha Nacht, Françoise Dolto s'oppose au fait de considérer les futurs psychanalystes comme des enfants, en référence au mode de transition préconisé apparenté à un enseignement. Ce point précis est développé par Georges Juttner qui explique : « en aucun cas elle ne formait des élèves […] l'éthique de la psychanalyse, c'est qu'un sujet se déploie dans l'accomplissement de sa propre parole, c'est donc bien l'opposé du concept d'élève ».
La Société française de psychanalyse est fondée dans son appartement, Jacques Lacan en est le président. Cette société est dissoute en 1964 au profit de deux nouvelles sociétés, l’Association psychanalytique de France et l’École freudienne de Paris, dans laquelle Lacan joue un rôle plus central, et à la création de laquelle Françoise Dolto participe activement.

## Médiatisation
Dès 1950, Françoise Dolto anime, avec d’autres spécialistes, une série d'émissions sur l'éducation sexuelle des enfants dans le cadre de l'émission La Tribune de Paris de la RTF.
Puis, pendant toute l’année scolaire 1968/1969, sur Europe no 1, elle répond en direct aux questions des auditeurs sous le pseudonyme de « Docteur X. »
Sur France Inter, d'octobre 1976 à octobre 1978, dans l'émission Lorsque l'enfant paraît animée par Jacques Pradel elle répond en différé aux courriers des auditeurs.
Le succès de cette dernière émission contribue à sa popularité. Françoise Dolto publie trois ouvrages à partir de ces émissions.

## L’école de la Neuville
Fondée par Fabienne d'Ortoli, Michel Amram et Pascal Lemaître, l'école de la Neuville, un internat dont la pédagogie s'inspire du mouvement de la pédagogie institutionnelle (Anton Makarenko, A. S. Neill, Célestin Freinet, F. Deligny, F. Oury et Aïda Vasquez) est ouverte en 1973, à La Neuville-du-Bosc, dans l'Eure en Normandie, avant d'être transférée à Chalmaison en Seine-et-Marne, au château de Tachy, en 1982. Le premier contact avec Dolto a lieu fin 1975. Jusqu’en 1979, année de l’arrêt de ses consultations en libéral, Dolto y adresse des enfants qu’elle suit en thérapie. Ensuite, elle fait sentir son influence par des rencontres répétées avec les fondateurs, lors de « contrôles pédagogiques ».

## La Maison verte
La Maison verte, nommée au départ « Petite enfance et parentalité », a été créée en 1979, à Paris, à l’initiative d’une équipe (cinq psychanalystes et éducateurs : Pierre Benoit, Colette Langignon, Marie-Hélène Malandrin, Marie-Noëlle Rebois et Bernard This) dont faisait partie Françoise Dolto.
C’est un lieu d’accueil d’enfants de moins de quatre ans, accompagnés de leurs parents ou d’autres personnes chargées d’eux, et même les futurs parents.
Françoise Dolto souhaitait faire de la Maison verte « un lieu de rencontre et de loisirs pour les tout-petits avec leurs parents. Pour une vie sociale dès la naissance, pour les parents parfois très isolés devant les difficultés quotidiennes qu’ils rencontrent avec leurs enfants. Ni une crèche ni une halte-garderie, ni un centre de soins, mais une maison où mères et pères, grands-parents, nourrices, promeneuses sont accueillis… et leurs petits y rencontrent des amis. » C'est « un lieu en partenariat avec les parents dans la sécurité de l'anonymat, qui n'a rien à voir avec un accueil anonyme, mais tout à voir avec l'idée de ne pas observer, ni évaluer les enfants ».
Ce projet, auquel elle est attachée jusqu'à la fin de sa vie, perdure aujourd'hui. Chaque Maison verte est autonome, organisée en association loi de 1901 et souvent financée par des fonds publics (DDASS, PMI, caisses d'allocations familiales, communes, régions, etc.).
Le concept fait florès (près de dix mille enfants et parents y passent chaque année) et se développe dans différentes villes de France, avant d'essaimer à l'étranger : on en trouve à Saint-Pétersbourg, à Moscou, à Barcelone, à Bruxelles, mais aussi en Suisse, en Argentine et au Canada. Chaque lieu invente son nom propre (Maison ouverte, à Bruxelles, Maisonnée, à Strasbourg).

## Critiques et controverses
Selon les psychanalystes Caroline Eliacheff et Catherine Mathelin-Vanier on attribue à Dolto, depuis sa mort en 1988, « tous les maux de la société », la débâcle de l'éducation, l'autorité perdue des parents, le règne de l'enfant roi, en renversant sans scrupules ce qu'elle a défendu. Ces attaques n'ont rien de nouveau, Dolto ayant été attaquée tout au long de sa vie, bien avant d'être célèbre. Cela a commencé par sa famille et particulièrement par sa mère qui lui en veut d'avoir survécu à sa sœur et que Dolto ne haïra pas pour autant. Puis par d'autres psychanalystes : lors de la deuxième scission d'avec l'IPA elle n'était pas dans la norme institutionnelle et fut même accusée de communisme. Ses émissions de radios suscitèrent également des critiques par ses pairs, notamment elles furent accusées d'être contre-productives par ses conseils aux parents et ses positions sur la religion, critiques reprises pour la première fois dans la presse. Elle n'était pas considérée comme une théoricienne. Ensuite sont venus les détracteurs de tous horizons : professionnels de la petite enfance, pédopsychiatres, pédiatres, écrivains et sociologues. Parallèlement, il y eut ceux qui l’idolâtraient et l'imitaient alors qu'elle insistait sur la nécessité pour chacun de se construire, y compris en tant que psychanalyste selon son inconscient propre.

### Pleux, Rillaer et coll.
Pour Didier Pleux, docteur en psychologie du développement, psychologue clinicien comportementaliste et cognitiviste et auteur de De l'enfant roi à l'enfant tyran, il serait bon maintenant de refermer la « parenthèse » Dolto : certaines de ces idées de l'époque ne sont plus applicables et ne représentent plus la réalité de la société actuelle. Aujourd'hui l'enfant n'est plus tant en danger d'être blessé par l'autoritarisme de ses parents, d'une société, que d'être affaibli par la permissivité et une « civilisation du plaisir » dans laquelle on ne saurait lui imposer de limites dès son plus jeune âge. Dans Françoise Dolto : la déraison pure (2013), il s'efforce de confronter le récit tardivement reconstruit de Dolto sur son enfance malheureuse notamment à sa correspondance, où il trouve une réalité toute différente. Pleux attribue également aux analyses de Dolto l'entretien de mythes sur les causes de l'autisme, de la dépression ou de l'anorexie mentale, au nom d'un psychosomatisme contraire aux orientations de la recherche scientifique. Il y évoque également la naïveté politique de la jeune femme, plutôt à l'aise dans la France du début des années 1940. Lectrice de L'Action française, elle part en vacances avec son psychanalyste René Laforgue, par ailleurs collaborateur. Elle s'engage aussi dans le projet eugéniste promu par le régime de Vichy, qui comptabilise les « enfants déficients »[source insuffisante]. Au sujet de la rafle du Vélodrome d'Hiver, elle croit alors, selon Julie Malaure dans Le Point, que « l'on regroupait les juifs dans des camps de concentration pour qu'ils échappent aux nazis ».
Opposés à cette lecture, les psychanalystes Jean-Pierre Winter et Claude Halmos dénoncent le contenu de Françoise Dolto : la déraison pure qu'ils jugent  « ni analytique, ni scientifique, ni critique », avec de nombreuses approximations ou inexactitudes par un auteur qui, selon Claude Halmos, « prêche le retour en arrière »,, tandis que l'écrivain et journaliste Isabelle Lortholary y voit une interprétation à partir de citations incomplètes et hors contexte, un « pamphlet » aux dérives peu propices au débat. Quant à l'historienne et psychanalyste Élisabeth Roudinesco, elle critique une utilisation des sources indigne d'un « historien sérieux ».
Dans Le Livre noir de la psychanalyse, Jacques Van Rillaer affirme que Françoise Dolto pense, à la suite de Freud, que la conscience morale, en terme psychanalytique le surmoi, est moins forte chez les femmes que chez les hommes « "Le Moi des femmes est la plupart du temps plus faible que celui des hommes" et "leur Sur-Moi est rudimentaire (sauf les cas de névroses)" […] "C'est parce qu'elle n'a pas de Sur-Moi — parce qu'elle en a moins — que la femme apparaît pleine de grâce, c'est-à-dire de présence. Remarquez comment l'enfant qui n'a pas de Sur-Moi est lui aussi plein de grâce." » Dans le même ouvrage, Jean Cottraux estime que Dolto a imposé le « lacanisme » en France, via ses émissions radiodiffusées. À propos de Françoise Dolto, Alain Rubens écrit que « Le livre noir de la psychanalyse remet en question ses thèses ».

### Sur les relations sexuelles entre adultes et mineurs
Françoise Dolto signe en 1977 — en compagnie de nombreux autres signataires parmi les intellectuels français de l'époque (Jean-Paul Sartre, Michel Foucault, Roland Barthes, Simone de Beauvoir, Alain Robbe-Grillet, Jacques Derrida, Philippe Sollers...) — une « Lettre ouverte à la Commission de révision du code pénal pour la révision de certains textes régissant les rapports entre adultes et mineurs », jugeant que le « consentement des mineurs » suffit amplement. La participation à cette pétition lui vaut comme à ses cosignataires d'être accusée dans les années 2020 d'avoir tenu une position favorable à la pédophilie,,.
Les chercheurs Dorothy Bishop (professeure de neuropsychologie du développement à l'Université d'Oxford) et Joel Swendsen (professeur de psychologie clinique au CNRS) soulignent la position selon eux pro-pédophilie de Françoise Dolto, considérant qu'elle estime, à diverses reprises, que l'enfant chercherait des relations sexuelles avec des adultes. Selon Bishop et Swendsen, « [...] si quelqu'un était enclin à la pédophilie, alors la version de la psychanalyse de Dolto semblerait très attrayante, car elle promeut l'idée que les relations sexuelles entre adultes et enfants, bien qu'interdites par la société, sont un aspect naturel et donc imblâmable dans la condition humaine ». Selon eux, la mobilisation de cette théorie a pu servir, en France, à justifier et à garder impunies des agressions sexuelles contre des enfants, entre autres autistes, en lien avec la vision psychanalytique des TSA.
Dans leur Manifeste contre la pédocriminalité, Karl Zéro, Homayra Sellier et Serge Garde, commentant les propos tenus par Dolto en 1979, soulignent que la théorie du complexe d'Œdipe, qu'elle a défendue, assimile systématiquement l'enfant au coupable, notamment provoquant le parent incestueux et ayant des désirs inconscients d'être victime, et en concluent que « cette école de pensée rend les enfants responsables de leurs malheurs ».
Pour Manon Pignot, pour l'historienne de la psychologie et de la psychanalyse Annick Ohayon ou encore pour Didier Pleux, Françoise Dolto n'a jamais défendu la pédophilie,,.
Selon l'historien contemporain Jean Bérard également, Dolto conteste les positions pro-pédophilie et son but en est distinct. Si elle veut réviser la loi de l'époque, c'est parce qu'elle s'oppose à la famille définie comme traditionnelle et à l'exercice de l'autorité qui s'y déroule, quand bien même il s'agirait précisément d'admettre l'inceste pédocriminel en dissolvant les oppressions légales jugées hypocrites : pour elle, l’initiation sexuelle « des adolescents et des enfants par un adulte (donc par garçon ou fille de 16 ans déjà), en admettant même que ce partenaire ne soit pas incestueux, encore plus si cet adulte est confirmé en âge et en prestance, est toujours un traumatisme psychologique profond », elle propose « qu’on décrète, les enfants ayant été instruits, l’âge de la responsabilité sexuelle deux ans après la puberté pour chaque citoyenne ou citoyen adolescent (menstruation, spermatogenèse) ». Dolto attend également de la loi qu’elle fasse du non-respect du consentement un délit, et que le viol soit considéré comme un crime, quelles qu'en soient les victimes, hétérosexuelles comme homosexuelles. Sa position indique selon Jean Bérard et d'autres que s'opposer aux positions pédophiles n'empêche pas une réflexion sur le caractère arbitraire de la majorité sexuelle, réflexion menée au sein de la cause des enfants,.

### Sur l'inceste et les femmes et enfants battus
Les critiques à l'égard de Françoise Dolto resurgissent début janvier 2020, à l'occasion de l'affaire Matzneff, et concernent les rapports incestueux et/ou pédophiles. Le Canard enchaîné rapporte ainsi les propos d'une interview parue en novembre 1979 dans le journal Choisir la cause des femmes de Gisèle Halimi, au cours de laquelle, interrogée sur des cas de viols incestueux, Dolto répond : « Dans l'inceste père-fille, la fille adore son père et est très contente de pouvoir narguer sa mère ! », avant de minimiser la responsabilité du père en affirmant : « Il n'y a pas de viol du tout, elles sont consentantes. » Puis, interrogée sur la réponse qu'elle donnerait à une femme ayant été, petite fille, victime d'un inceste, Dolto affirme qu'elle lui dirait ceci : « Elle ne l'a pas ressenti comme un viol. Elle a simplement compris que son père l'aimait et qu'il se consolait avec elle, parce que sa femme ne voulait pas faire l'amour avec lui. » Elle ajoute que cela entraîne un traumatisme qui « vient du fait que sa sexualité ne peut pas se développer normalement, puisque la sexualité se développe à partir de l'interdit de l'inceste ». Dolto développe ainsi cette affirmation : « C'est l'interdit de l'inceste qui valorise la sexualité. Cet interdit intervient quand l’enfant désire l’inceste, c’est-à-dire à partir de trois ans jusqu’à 13 ans environ. Quand tout se passe bien, la sexualité se déplace et ne se fixe plus sur le père ou sur la mère. Le fait qu’un enfant doit faire plaisir à ses parents est déjà une forme d’inceste,,. »
Interrogée sur la réponse à donner concrètement à un enfant disant qu'il est battu, Dolto affirme qu'il faut lui demander : « Ne le cherches-tu pas ? Ne veux-tu pas faire des histoires avec tes parents ? », ce qui amène Le Canard enchainé à l'accuser d'appliquer aux enfants l'accusation infligée aux femmes battues selon laquelle « elles l'ont bien cherché ». L'hebdomadaire satirique cite à nouveau l'interview donnée à Choisir la cause des femmes, dans laquelle elle affirme : « Il conviendrait d'expliquer à l'enfant que, très souvent, c'est lui qui s'arrange pour être battu. C'est sa manière de capter l'attention parentale. »
Interrogée plus tard sur ces propos, Catherine Dolto affirme qu'il s'agit de « citations tirées de leur contexte, dans lesquelles Françoise Dolto parl[ait] de l'inconscient et non du registre conscient ». Oublier le contexte sociétal c’est-à-dire le développement de celle-ci face à la reconnaissance du droit des femmes et des enfants de l’époque, c'est comme reprocher à Hippocrate de ne pas avoir fait de scanner à ses patients dans l’Antiquité. Ces interviews ont été réalisés par des personnes qui ne connaissent pas le fonctionnement inconscient mais surtout au-delà de cela certains courants de psychanalyse sont restés bloqués sur la théorie sexuelle de Freud (1856-1939) alors qu’il n’a jamais reçu d’enfant en analyse. Il n’en a jamais rien dit. C’est une extrapolation absurde de ses travaux commise par les courants lacanien et autres. La psychanalyse anglaise à la suite de Anna Freud, Mélanie Klein ou Donald Winnicott pour les enfants ne fait pas l’amalgame.
Selon Claude Halmos, les propos de la psychanalyste sont basées sur une « argumentation aberrante » qui révèle une difficulté à prendre en compte la réalité des abus sexuels à l'encontre des enfants et des femmes battues, en niant leur gravité et la souffrance des victimes qu'ils occasionnent. Elle juge cependant malhonnête intellectuellement d'accuser Françoise Dolto de promouvoir la pédophilie. Le discours « choquant » de cet entretien s'explique en partie par un malentendu dû à une mauvaise communication entretenant la confusion entre le conscient et l'inconscient de l'enfant, mais également par une négation des abus sexuels sur mineurs, propres selon elle à la façon de penser des « psys » — qu'elle détache des véritables psychanalystes — de cette époque, chez qui en faire admettre la réalité relevait alors « du parcours du combattant ». De même, son parcours ayant visé à arracher l'enfant du statut de « sous-être », il l'aurait amenée à surestimer sa capacité à s'opposer à un adulte dans une situation de maltraitance — en pensant que c'est « l'enfant qui trouve la solution » —, et a sous-estimer sa vulnérabilité ainsi que les conséquences de l'emprise exercée par une figure d'autorité. Enfin, en percevant l'adulte commettant l'inceste et le viol comme souffrant lui-même, Françoise Dolto témoignerait dans l'interview d'une difficulté à concevoir la perversion, et l'existence d'individus bourreaux qui au contraire jouissent de leur situation.
Élisabeth Roudinesco, dans une interview à Libération, affirme qu'il s'agit de « propos insensés » de la « Dolto de la célébrité » qui « répondait n'importe quoi à n'importe qui » en confondant conscient et inconscient, cas particulier et cas général, mais que cela représente peu en quantité eu égard à son travail et que cela occulte son apport au domaine de l'enfance en France. Dolto elle-même ne voulait pas que le contenu de ces interviews soit publié car elle trouvait qu'on lui faisait dire des stupidités. Roudinesco ajoute que ses propos sont manipulés de façon hostile dans les médias. Selon elle, il faut faire un travail critique sur l’œuvre, hors de tout réductionnisme, qu'il soit positif ou négatif, sur ce point, la journaliste Cécile Daumas dans un article de Libération dresse le même constat, une histoire critique reste à écrire.

### Sur la télépathie
Dolto affirmait, en se basant sur son expérience, que les enfants sont télépathes, particulièrement au sein du duo mère-nourrisson.
Dans son livre, Lorsque l’enfant paraît, Tome 3, publié au Seuil en 1979, Françoise Dolto soutient la thèse que certains enfants sont télépathes et voyants, prenant l'exemple d'une petite fille rencontrée dans un train devinant un adultère. Six ans plus tard, dans son livre, La cause des enfants, publié chez Robert Laffont en 1985, elle affirme que ce sont les enfants autistes qui sont télépathes, prenant exactement le même exemple d'une petite fille dans un train,.
Selon Jean-François de Sauverzac dans Françoise Dolto : Itinéraire d'une psychanalyse, elle considère les enfants autistes comme doués d'une capacités de télépathie que les adultes ont perdue.
La chercheuse en psychopathologie fondamentale, Leda Fischer Bernardino, dans son article sur la clinique des relations entre bébés et parents à travers les études sur la télépathie, cite Dolto, qui s'est prononcée sur les questions de savoir pourquoi alors que le bébé est dans un état primitif par rapport au langage, il est sensible à ce qui arrive aux parents et réceptif aux paroles de l'analyste, s'agit-il d'un effet sur lui ou une conséquence de ce qui arrive à ses parents ; tout comme Freud s'est intéressé à la télépathie — non pas en tant que phénomène surnaturel — mais en tant qu'échanges inconscients, cela permet de mettre en évidence que mère et enfants partagent des processus mentaux du fait de la proximité de leur lien, le développement psychique du nourrisson se faisant à partir de la mère, et étant au seuil du langage, il développe une réceptivité particulière à l'inconscient de celle-ci, l'inconscient étant le discours de l'Autre, tel que Lacan l'a mis en évidence.

### Sur l'autisme
D'après la psychanalyste Laurence Darcourt, Françoise Dolto « emploie l'expression « tomber dans l'autisme », car « il s'agit d'une chute dans une image du corps du passé » ; Dolto attribue par ailleurs la cause de l'autisme à une « rupture traumatique et très précoce du lien symbolique mère-enfant », dans 100 % des cas.
Pleux, Bishop et Swendsen, de même que le chercheur postdoctoral Richard Bates (sur le média Slate en 2018 puis dans des articles scientifiques publiés en 2020 et 2022) estiment que Françoise Dolto est responsable de la perpétuation de méconnaissances relatives à l'autisme, auquel elle déniait la moindre cause biologique. Dolto a repris l'hypothèse de la mère réfrigérateur qui avait été décrite par Léo Kanner en 1943 et avec Eisenberg en 1955 ( Chilhood schizophrenia Early infantile autism  p. 356. qui rendait la mère et le milieu familial responsable du développement de l'autisme chez l'enfant,. Richard Bates note que cette hypothèse a rencontré un large écho dans la presse française, mais aussi que « Françoise Dolto a publié plus d’une quarantaine d’ouvrages, qui véhiculaient la pensée psychanalytique auprès d’un large public, ciblant tout particulièrement les mères. Son étude de cas la plus connue, Le cas Dominique, montrait comment la « psychose infantile » pouvait découler de l’environnement familial. On trouve encore de tels livres, en France, dans les bibliothèques de nombreux parents, grands-parents et psychologues ». Les opinions psychanalytiques lacanienne de Françoise Dolto ont contribué à faire culpabiliser de nombreuses mères françaises d'enfants autistes,. De son point de vue Pleux note, de même, que de nombreux centres d'accueil pour enfants autistes d’orientation lacanienne continuent, en 2008, à accorder du crédit aux idées de Dolto à propos de l'autisme.
Plusieurs psychanalystes se sont exprimés pour défendre Dolto, dont Jean-Pierre Winter, qui déclare « On a cru que Dolto les culpabilisait [les parents], alors qu'elle leur disait "ce n'est pas de votre faute, c'est de votre fait". » ; ainsi que le psychanalyste jungien Willy Baral, qui soutient dans la presse que Françoise Dolto « a humanisé les liens avec les enfants autistes ». Pour le psychanalyste français Bernard Golse psychanalyste de l’école anglaise, qui s'exprime aussi dans la presse, bien que « plus personne ne dit "que l'autisme est une maladie psychique pure". La pluralité des facteurs en cause rend le message de la pédopsychiatre un peu moins percutant. Mais alors que les jeunes parents sont de plus en plus préoccupés par l’éducation, [...], la parole de Françoise Dolto demeure une référence ». Dans l'éditorial intitulé « Dolto, reviens !» d'un dossier de La revue lacanienne consacré en 2013 à « L'autisme », le psychanalyste Charles Melman commence par cette constatation : « L'approche lacano-doltoïenne de l'autisme infantile n’a pas la cote. » En suivant des séances avec des bébés « à potentialité autistique » atteints de bronchiolites à répétition, et sensible au fait que l'intervention du soignant (Marie-Christine Laznik psychanalyste lacanienne ), « faite en présence de la mère sinon des parents, et éventuellement filmée avec leur accord pour analyser et suivre les progrès, nécessite le tact nécessaire pour essayer de les concilier avec leur enfant », Melman évoque comment « l’exhumation de difficultés refoulées ou cachées [a] pu provoquer la révolte de familles organisées ensuite par Internet en lobbies » et lobbyistes au gouvernement. Il ajoute : « Le seul reproche qu’on puisse faire à ces lobbies est une passion persécutrice de mauvais aloi et revancharde à l’égard d’une méthode qui leur fut malheureusement insupportable mais dont ils pourront, quand ils y seront prêts, vérifier sur film le potentiel. ». Reste que la vision psychanalytique lacanienne de l'autisme, de façon générale et notamment chez Françoise Dolto, n'est qu'erreur violente et critiquée à raison, mais, à l'inverse, les psychanalystes de l'école anglaise développent d'autres conceptions depuis 1930.

## Hommages

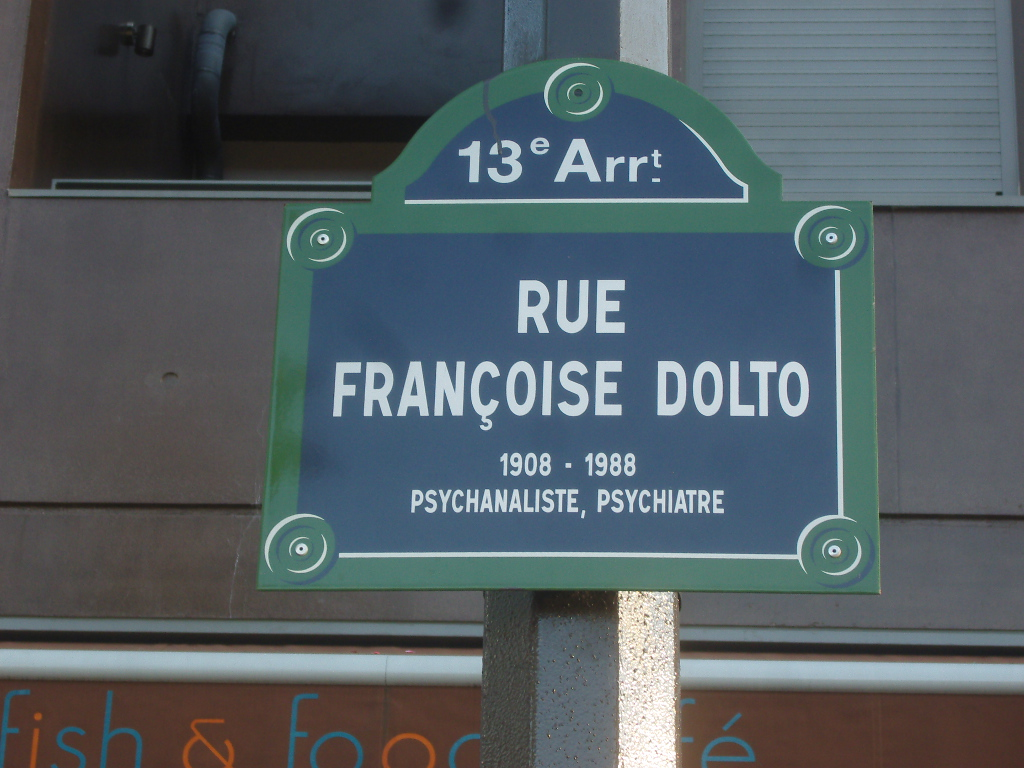
Plaque de la rue Françoise-Dolto à Paris.

Une salle de cours du nouveau pavillon Théodule Ribot de la faculté de psychologie de l'Université de Strasbourg porte son nom en hommage depuis 2009.
En France, en 2015, 167 établissements scolaires portent son nom, tels que les collèges Françoise-Dolto à Nogent (Haute-Marne), à L'Aigle (Orne), à Sierentz (Haut-Rhin), ou à Pacé (Ille-et-Vilaine) et au moins une école maternelle à Courbevoie.
Des rues portent son nom dans plusieurs villes, dont Belfort, Hem, Poitiers, La Rochelle, Paris et Chateau-Landon

## Œuvres

### Œuvres choisies
- Les Voix de l'enfance, œuvres choisies, Paris Cedex 07/61-Lonrai, Gallimard, coll. « Quarto », 2023, 1768 p. (ISBN 978-2-07-293412-4).  — Contient : Psychanalyse et pédiatrie ; Le Cas Dominique ; Au jeu du désir ; L'Image inconsciente du corps[100].

### Ouvrages
- Psychanalyse et pédiatrie (le texte publié de sa thèse de médecine) Paris, Le Seuil, 1971.
- Le Cas Dominique, Paris, Le Seuil, 1971.
- L'Évangile au risque de la psychanalyse, Paris, Jean-Pierre Délarge, 1977, (Françoise Dolto, interpellée par Gérard Sévérin, philosophe, théologien, psychanalyste).
- Lorsque l'enfant paraît Tome 1, Paris, Le Seuil, 1977.
- Lorsque l'enfant paraît Tome 2, Paris, Le Seuil, 1978.
- Lorsque l'enfant paraît Tome 3, Paris, Le Seuil, 1979.
- Au jeu du désir, Paris, Le Seuil, 1981.
- Séminaire de psychanalyse d’enfants (avec la collaboration de Louis Caldaguès), Paris, Le Seuil, 1982  (ISBN 2-02-006274-7).
- Sexualité féminine, Paris, Scarabée/A.-M. Métailié, 1982.
- La foi au risque de la psychanalyse (avec Gérard Séverin), Paris, Jean-Pierre Delarge, 1983.
- L'image inconsciente du corps, Paris, Le Seuil, 1984.
- Séminaire de psychanalyse d’enfants (avec la collaboration de Jean-François de Sauverzac), Paris, Le Seuil, 1985,  (ISBN 2-02-008980-7).
- Solitude, Paris, Éd. Vertiges, 1985,  (ISBN 2-86896-026-X).
- La Cause des enfants, Paris, Robert Laffont, 1985,  (ISBN 2-221-04285-9).
- Enfances, Paris, Le Seuil, (1986) - avec des photographies de Alécio de Andrade[101]
- Libido féminine, Paris, Carrère, 1987.
- L'Enfant du miroir (avec Juan David Nasio), Paris, Rivages, 1987,  (ISBN 2-86930-056-5).
- La Cause des adolescents, Paris, Robert Laffont, 1988.
- Quand les parents se séparent (avec la collaboration de Inès de Angelino), Paris, Le Seuil, 1988,  (ISBN 2-02-010298-6).
- L'Échec scolaire, éd. Vertiges du Nord, 1989.
- Autoportrait d'une psychanalyste, Paris, Le Seuil, 1989.
- Paroles pour adolescents ou le complexe du homard, Paris, Hatier, 1989.
- Les Étapes majeures de l'enfance, Paris, Gallimard, 1994.
- Les Chemins de l'éducation, Paris, Gallimard, 1994.
- Tout est langage, Paris, Gallimard, 1994.
- La Difficulté de vivre, Paris, Gallimard, 1995.
- Le sentiment de soi : aux sources de l'image et du corps, Paris, Gallimard, 1997.
- Le Féminin, Paris, Gallimard, 1998.
- La vague et l'océan : séminaire sur les pulsions de mort (1970-1971), Paris, Gallimard, 2003.
- Lettres de jeunesse : correspondance, 1913-1938, Paris, Gallimard; rev. et augm., Paris, Gallimard, 2003,  (ISBN 2-07-073261-4).
- Une vie de correspondances : 1938-1988, Paris, Gallimard, 2005,  (ISBN 2-07-074256-3).
- Une psychanalyste dans la cité. L'aventure de la Maison verte, Paris, Gallimard, 2009,  (ISBN 978-2-07-012257-8).

### Émissions de radio
- Lorsque l'enfant paraît, anthologie de l'émission sur France Inter en trois volumes par Frémeaux & Associés (1976/1977).